# Anabate à cou roux
Syndactyla ruficollis
Espèce
Répartition géographique
Statut de conservation UICN

VU : Vulnérable
L'Anabate à cou roux (Syndactyla ruficollis) est une espèce d'oiseaux de la famille des Furnariidae vivant en Amérique du Sud.

## Répartition et habitat
Espèce localisée que l'on trouve sur les pentes autour des Andes occidentales dans le sud-Ouest de l'Equateur et dans le nord-Ouest du Pérou. Autrefois on pouvait le trouver sur d'autres sites comme la réserve naturelle d'El Tundo et les parcelles forestières autour de Celica. La population Equatorienne a considérablement diminué au cours des dernières décennies à cause de la destruction de son habitat dans une grande partie de son aire de répartition qui était déjà restreinte.

## Population
Espèce en déclin et vulnérable qui est de plus en plus localisée à cause de la destruction de son habitat, il reste aujourd'hui entre 1500 et 7000 oiseaux adultes et ses tendances sont en baisse.

## Liste des sous-espèces
Selon GBIF (3 avril 2023) :
- Syndactyla ruficollis celicae
- Syndactyla ruficollis ruficollis

## Systématique
Le nom valide complet (avec auteur) de ce taxon est Syndactyla ruficollis (Taczanowski, 1884).
Ce taxon porte en français le nom vernaculaire ou normalisé suivant : Anabate à cou roux.